# Sándor Soma
Sándor Soma (Salgótarján, 1998 –) magyar színész.

## Életpályája
A salgótarjáni Bolyai János Gimnáziumban érettségizett. 2018-2023 között a Kaposvári Egyetem színész szakán tanult Kéri Kitti és Uray Péter osztályában. 2023-tól a kaposvári Csiky Gergely Színház tagja.

## Színházi szerepei

### Csiky Gergely Színház
- Aladdin (2024) ...Aladdin
- Illatszertár (2023) ...Árpád
- Túl a Maszat-hegyen (2023) ...Morzsányi Géza
- Oscar (2023) ...Oscar, aki eltűnt
- Madagaszkár (2023) ...Közlegény pingvin/ Pincér III (szerepátvétel)
- A Riviéra vadorzói (2022)
- Ádám almái (2022) ...Holger
- Bánk Bán (2022) ...Egy zászlós úr
- A makrancos hölgy (2022) ...Tranio – Lucentio szolgája

## Filmes és televíziós szerepei
- Elfogy a levegő (2023) ...Viktor[4]

## Díjai
- Thesszaloniki Nemzetközi Filmfesztivál - legjobb színész (2023) - Elfogy a levegő